# Висок (Болгарія)
Висо́к (болг. Висок) — село в Тирговиштській області Болгарії. Входить до складу общини Омуртаг.

## Населення
За даними перепису населення 2011 року у селі проживали 289 осіб, з них 268 осіб (99,6%) — турки.
Розподіл населення за віком у 2011 році:
Динаміка населення: